# Kringelsdorf
Kringelsdorf, obersorbisch Krynhelecyⓘ, ist ein Ortsteil der oberlausitzischen Gemeinde Boxberg/O.L. in Ostsachsen. Mit einer Fläche von 33,8 km² ist Kringelsdorf nach Nochten der zweitgrößte Ortsteil der Gemeinde. Es gehört zum offiziellen sorbischen Siedlungsgebiet.

## Geographie
Kringelsdorf ist umgeben von Boxberg im Norden, Reichwalde im Osten, Klitten im Süden und dem Bärwalder See im Westen. Nördlich des Ortes, auf dem Gelände des ehemaligen Tagebaus Bärwalde, liegt an der Staatsstraße 131 (Boxberg–Rietschen) ein 26,5 Hektar großes Gewerbegebiet.
Nördlich der Ortslage mündet der Weiße Schöps in den Schwarzen Schöps, vor der bergbaulichen Verlegung des Weißen Schöps zugunsten des Tagebaus Reichwalde lag diese Mündung zwischen Kringelsdorf und Reichwalde.
Kringelsdorf gliedert sich in drei Teilorte: Die ursprüngliche Ortschaft Kringelsdorf liegt am linken Ufer des Schwarzen Schöps, im westlichen Teil der Ortslage. Den östlichen Teil der Ortslage bildet das frühere Dorf Eselsberg, das durch den Schöps in einen südlichen Jahmener und einen nördlichen Muskauer Anteil geteilt war. Zwischen Kringelsdorf und Eselsberg, Anteil Muskau liegt Wilhelmsfeld.

## Geschichte

### Ortsgeschichte
Die Form des Dorfes als erweiterter Rundweiler deutet darauf hin, dass eine slawische Siedlung in der Zeit der deutschen Ostexpansion ausgebaut wurde. In einer Görlitzer Ratsrechnung aus dem Jahr 1400 wird Klyngisdorf urkundlich erstmals erwähnt. Das nach Klitten eingepfarrte Dorf gehörte in seiner Geschichte unter anderem zu den Rittergütern Dürrbach und Jahmen.
Ein herrschaftliches Vorwerk ist für das 18. Jahrhundert nachgewiesen. In dessen Schäferei wurden seit 1780 die Kinder der drei Ortschaften unterrichtet. Ein Herrenhaus wurde 1794 gebaut.
Nachdem das Königreich Sachsen 1815 die Niederlausitz und den nordöstlichen Teil der seit 1635 zu Sachsen gehörenden Oberlausitz an das Königreich Preußen abtreten musste, wurde Kringelsdorf dem 1816 gegründeten Landkreis Rothenburg (Ob. Laus.) in der preußischen Provinz Schlesien eingegliedert.
Im Mai 1899 fand der Kringelsdorfer Gemeindevorsteher bei Bodenarbeiten auf seinem Feld südwestlich des Ortes einen Topf. In diesem waren, in einem Tuch eingewickelt, 29 gut erhaltene Silbermünzen aus den Jahren 1500 bis 1619 enthalten.
Im Oktober 1928 verfügte der preußische Minister des Innern den Zusammenschluss von Eselsberg, Kringelsdorf und Wilhelmsfeld zum 1. Januar 1929 unter dem Namen Kringelsdorf. Damit wurde den Umständen Rechnung getragen, dass die Dörfer recht klein waren, und dass Kringelsdorf bereits länger mit den beiden Nachbardörfern Eselsberg und Wilhelmsfeld zusammen eine Dorfgemeinde zu bilden scheint. Zu Ostern 1929 wurde eine neue Schule eingeweiht, die bis zur Eröffnung des neuen Boxberger Schulkomplexes im Februar 1971 genutzt wurde.
Nach dem Zweiten Weltkrieg wurde die Oberlausitz westlich der Lausitzer Neiße wieder dem Land Sachsen zugeordnet. Durch die Verwaltungsreform von 1952 wurde Kringelsdorf dem neuen Kreis Weißwasser (Bezirk Cottbus) angeschlossen. Im Süden verlief die Grenze zum Kreis Niesky, im Westen zum Kreis Hoyerswerda.
Wie in Boxberg, wurde auch in Kringelsdorf eine Landwirtschaftliche Produktionsgenossenschaft (LPG) erst im Rahmen des „sozialistischen Frühlings“ 1960 gegründet. Eine Milchviehanlage wurde 1973 in Betrieb genommen.
Zum 1. Januar 1992 gründeten die Gemeinden Boxberg und Kringelsdorf die Verwaltungsgemeinschaft Boxberg, nachdem sie schon zu DDR-Zeiten dem Gemeindeverband Heidedörfer angehörten. Am 1. April 1996 wurde Kringelsdorf in die Gemeinde Boxberg eingegliedert.

### Bevölkerungsentwicklung
| Jahr                      | Einwohner |
| ------------------------- | --------- |
| 1825                      | 86        |
| 1863                      | 105       |
| 1871                      | 121       |
| 1905                      | 151       |
| 1925                      | 273       |
| 1939                      | 271       |
| 1946                      | 368       |
| 1950                      | 347       |
| 1964                      | 324       |
| 1971                      | 326       |
| 1988                      | 377       |
| 1990                      | 370       |
| 1994                      | 395       |
| 1999                      | 418       |
| 2002                      | 411       |
| 2008                      | 389       |
| kursiv: eigentliches Dorf |           |

Im Jahr 1777 wirtschaften in Kringelsdorf sechs besessene Mann, drei Gärtner und sechs Häusler, eine Wirtschaft steht wüst. Die drei Eselsberger Anteile kommen in diesem Jahr auf zwei besessene Mann, sieben Gärtner, zehn Häusler und ebenfalls eine Wüstung. Mit insgesamt 34 Besitzern sind die Ortschaften zu dieser Zeit etwas größer als Nochten, obgleich sich die soziale Struktur stark unterscheidet.
Mit 86 Einwohnern ist Kringelsdorf im Jahr 1825 kleiner als Eselsberg (146 Einwohner). Innerhalb eines halben Jahrhunderts wächst die Bevölkerung stark an, so dass 1871 bereits 121 Einwohner verzeichnet werden, 1905 sind es 151. Noch gegen Ende des 19. Jahrhunderts ist die Bevölkerung fast gänzlich sorbisch. Arnošt Muka ermittelt um 1880 einen sorbischen Bevölkerungsanteil von 98 %, wenngleich er auch nur 106 Einwohner angibt.
1925 haben die drei Ortschaften 273 Einwohner. Bis zum Zweiten Weltkrieg verändert sich diese Zahl kaum, steigt nach Kriegsende jedoch um fast 100 auf 368 Einwohner im Oktober 1946 an. Das wirkt sich auch auf die sprachliche Situation aus. So zählte Ernst Tschernik 1956 in der Gemeinde Kringelsdorf einen sorbischsprachigen Bevölkerungsanteil von nur noch 52,2 %. Der Sprachwechsel hin zum Deutschen erfolgte überwiegend in der zweiten Hälfte des 20. Jahrhunderts.
Bis 1971 ist ein leichter Rückgang auf 326 Einwohner zu verzeichnen, danach wächst die Bevölkerung auf 377 Einwohner im Jahr 1988. Nach einem anfänglichen Rückgang in der Wendezeit steigt die Einwohnerzahl wieder und erreicht zur Jahrtausendwende einen Stand von rund 420 Einwohnern, der danach wieder leicht rückgängig ist.

### Ortsname
Der Name entwickelt sich aus Klyngisdorf (1400) über Clingesdorff (1415) hin zu Clingelstorf, Clingelsdorff (1418). Danach wird das erste -l- zu -r- umgedeutet und der Name taucht 1428 als Kringlisdorff, 1522 als Kringelßdorff und 1732 als Krengelsdorff urkundlich auf. Die heutige Form Kringelsdorf ist für das Jahr 1768 urkundlich belegt. Der Ortsname bezeichnete ursprünglich wohl das Dorf an der Klinge „Talschlucht“ oder auch das Dorf eines Klinge (der dann wahrscheinlich der Lokator war, der für die Ortserweiterung verantwortlich zeichnet). Durch die zeitig erfolgte Dissimilation des ersten -l- erfolgt eine Umdeutung auf Kringel, der einen kleinen „Kreis“ oder „Dorfplatz“ bezeichnen kann.
Der sorbische Name ist dem deutschen entlehnt und 1800 als Krengylezy und 1884 als Kryngelecy nachgewiesen. Der amtliche obersorbische Name Krynhelecy unterscheidet sich von dieser, den sorbischen Übergangsdialekten zuzuordnenden Schreibweise, durch den Wandel von -g- nach -h-.

## Sehenswürdigkeiten

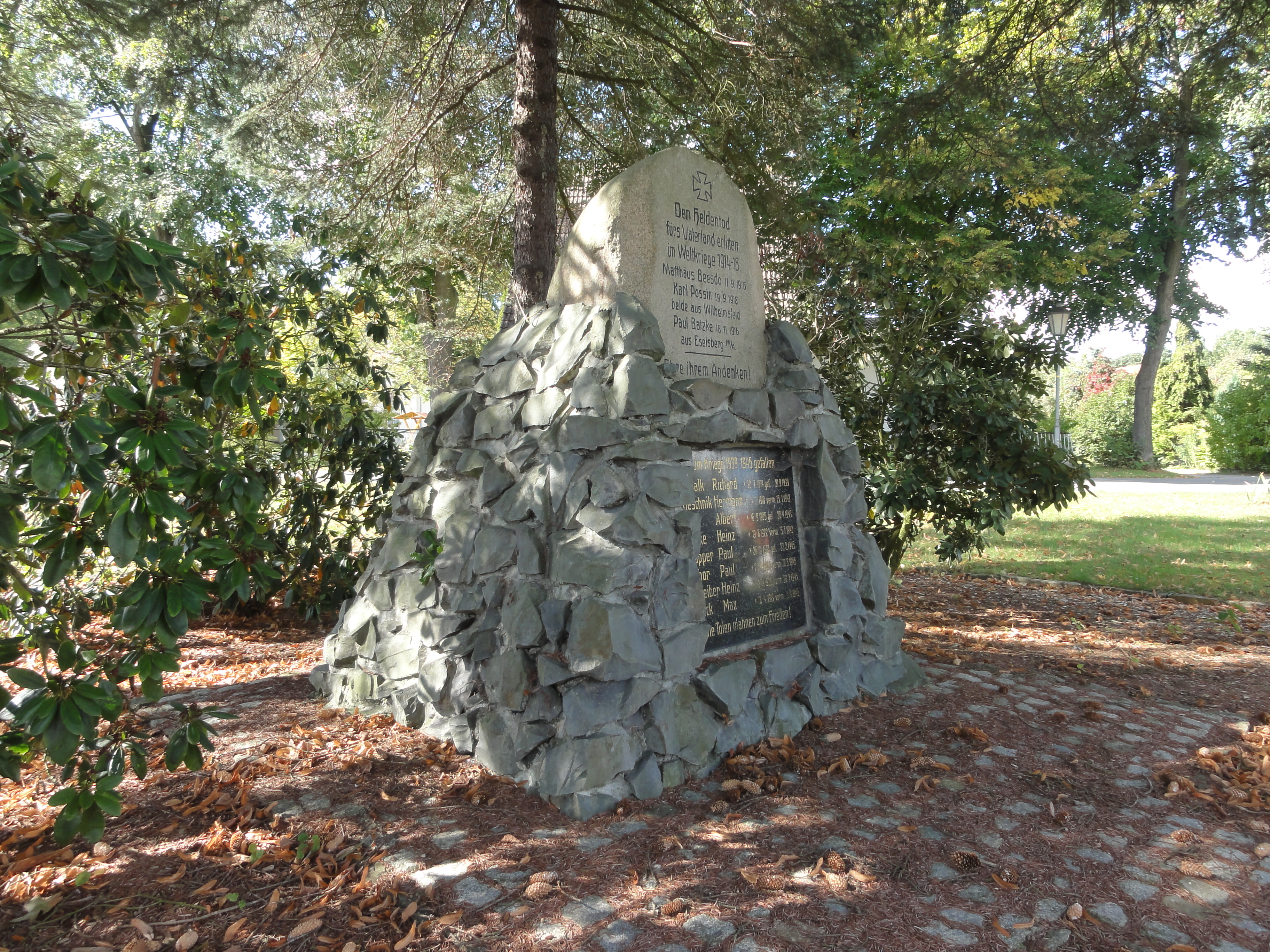
Denkmal für die Gefallenen der beiden Weltkriege aus Wilhelmsfeld und Eselsdorf

Im Ort steht ein Sühnekreuz aus der Zeit der Bauernkriege mit der eingemeißelten Jahreszahl 1525. Kringelsdorf hat zwei Denkmäler für die Gefallenen der beiden Weltkriege, eins wurde von der ursprünglichen Gemeinde Kringelsdorf errichtet, das andere gemeinsam von den Gemeinden Eselsberg und Wilhelmsfeld.